# Guy Manster
Guy Manster (hebräisch גיא מֶנַסטֶר; * 2007 in Ramat Gan) ist ein israelischer Schauspieler.

## Leben und Karriere
Manster wurde in Ramat Gan als Sohn des Schauspielers Oded Manster geboren. Er besuchte die Eitan High School. Sein Debüt gab er 2016 in der Serie Mama's Angel. Anschließend war er 2022 in Shelly HaKoveshet zu sehen. Seinen Durchbruch erlangte er 2024 in der Netflixserie Bad Boy.

## Filmografie (Auswahl)
Serien
- 2016: Mama's Angel
- 2022: Shelly HaKoveshet
- 2024: Bad Boy